# Budak, Çamaş
Budak là một xã thuộc huyện Çamaş, tỉnh Ordu, Thổ Nhĩ Kỳ. Dân số thời điểm năm 2010 là 367 người.